# صلیب سرخ ارمنستان
صلیب سرخ ارمنستان(به انگلیسی: Armenian Red Cross Society) در سال١٩٢٠ تأسیس گردید. دفتر مرکزی این سازمان در ایروان، پایتخت ارمنستان قرار دارد.